# Alanqa
Alanqa es la única especie del género de pterosaurio azdárquido que vivió a principios del período Cretácico Superior, hace 95 millones de años, durante el Cenomaniano en el sureste de Marruecos, sus restos se encontraron en  la Formación Kem Kem.
El nombre Alanqa viene de la palabra árabe العنقاء al-‘anqā’, para un fénix similar al Simurgh de la mitología persa.

## Historia y descubrimiento
Ayudados por pobladores locales, un equipo de paleontólogos había estado excavando en varias locaciones en los lechos de Kem Kem durante abril, y de noviembre a diciembre de 2008, descubriendo restos de varios pterosaurios diferentes. El material era fragmentario, y la localidad tipo de Alanqa es Aferdou N'Chaft, cerca del pueblo de Begaa y a 10 kilómetros al noreste de Taouz.

## Descripción

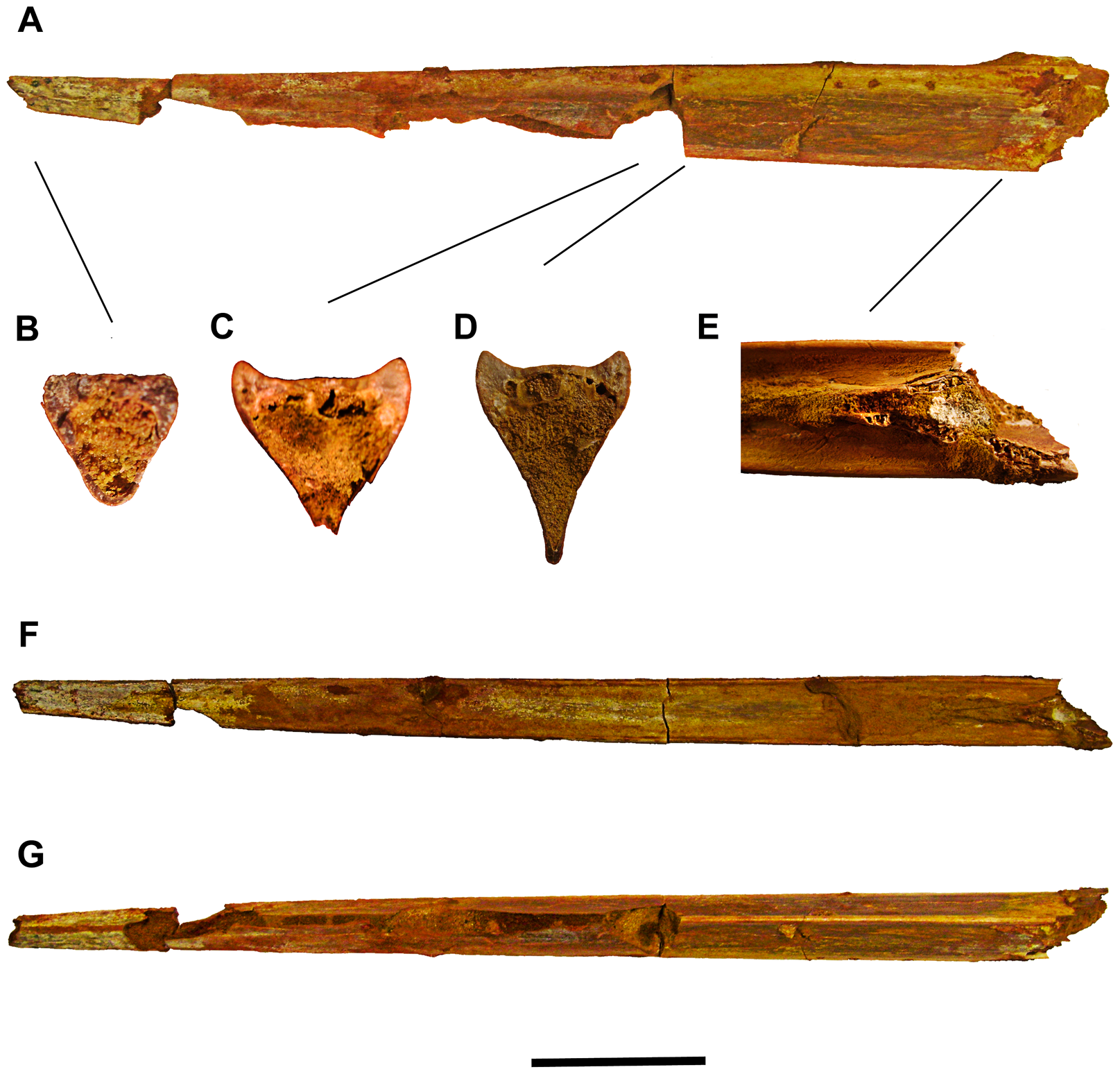
Espécimen holotipo (FSAC-KK 26)

Alanqa es conocido de sólo cinco fragmentos de las partes frontales de las mandíbulas superior e inferior, y posiblemente una vértebra del cuello, representando a la especie tipo (y única registrada hasta ahora) Alanqa saharica. Dos de estos fragmentos fueron descritos anteriormente, sin dárseles un nombre, por Wellnhofer y Buffetaut en 1999. Tres especímenes adicionales de la mandíbula, incluyendo una mandíbula superior mejor preservada, fueron descritos y nombrados por Ibrahim y colegas en 2010. Las mandíbulas son rectas y terminan en punta, como las de Quetzalcoatlus y Zhejiangopterus, por ello se propuso originalmente que era un pteranodóntido, aunque es más probable que Alanqa fuera realmente un azdárquido. Basándose en la comparación con especies relacionadas, los individuos conocidos de especímenes de la mandíbula de Alanqa saharica probablemente tenían envergaduras de cerca de 4 metros. Sin embargo, de acuerdo con Ibrahim y colegas, la vértebra (la cual probablemente pertenece a la misma especie) parece venir de un individuo mayor, que mediría cerca de 6 metros de envergadura.
Un estudio publicado en 2018 propuso, de manera tentativa, que Alanqa sería un talasodrómido, cercano a Aerotitan (que también se ha considerado generalmente como un azdárquido).